# Devadatta (rodzaj)
Devadatta – rodzaj ważek, jedyny z monotypowej rodziny Devadattidae.

## Podział systematyczny
Do rodzaju należą następujące gatunki:
- Devadatta adii Joshi, Sawant & Kunte, 2024
- Devadatta aran Dow, Hämäläinen & Stokvis, 2015
- Devadatta argyoides (Selys, 1859)
- Devadatta basilanensis Laidlaw, 1934
- Devadatta clavicauda Dow, Hämäläinen & Stokvis, 2015
- Devadatta cyanocephala Hämäläinen, Sasamota & Karube, 2006
- Devadatta ducatrix Lieftinck, 1969
- Devadatta glaucinotata Sasamoto, 2003
- Devadatta kompieri Phan, Sasamoto & Hayashi, 2015
- Devadatta multinervosa Fraser, 1933
- Devadatta podolestoides Laidlaw, 1934
- Devadatta somoh Dow, Hämäläinen & Stokvis, 2015
- Devadatta tanduk Dow, Hämäläinen & Stokvis, 2015
- Devadatta yokoii Phan, Sasamoto & Hayashi, 2015